# 新ラジオ歌謡
新ラジオ歌謡（しんラジオかよう）は、NHKラジオ第1放送で1985年4月3日から2005年3月29日まで放送されていたオリジナルの歌謡曲の名称である。

## 概要
NHKでは戦前から戦後初期にかけて「NHKラジオ歌謡」（戦前 - 戦中は「国民歌謡」）と題したラジオ番組オリジナルの歌謡曲の楽曲を発表し、そこから「山小屋の灯火」「朝はどこから」「心のふるさと」「めんこい仔馬」「アカシヤの花」「夏の想い出」「リラの花咲く頃」「白い花の咲く頃」など、今日でも歌い継がれてきた曲を多数輩出した。
それに匹敵する名曲を作ろうということで1980年代に入ってから、1985年4月3日開始の『はつらつスタジオ505』（水曜日20:05 - 21:30）との連動企画として、新進気鋭からベテランまで幅広い層の歌手がほぼ1クール（3ヶ月）程度の割で新作を発表。『はつらつスタジオ』以外にも平日の21:25 - 21:30や土曜日の19:20 - 19:30の時間帯にも連日放送された。
また、夏川りみはこの新ラジオ歌謡で「花になる」を歌唱し、その後「涙そうそう」などのヒット曲を生み出すきっかけとなった。
この新ラジオ歌謡も、旧・ラジオ歌謡に触発されて生まれた大阪・朝日放送の『クレハ・ホームソング』同様民放ラジオ局に影響を与え、名古屋のCBCラジオは“平成版ホームソング”として『いっしょに歌お!CBCラジオ』を企画・制作した。
2005年4月からは『はつらつスタジオ』が『きらめき歌謡ライブ』としてリニューアルしたため、新ラジオ歌謡も「人と人の心を結ぶ歌 ユアソング」として毎月新しい楽曲を発表することになった。また、『ひるの散歩道』→『歌の散歩道』の枠、土曜日朝の『NHKガイド』の枠、および下半期の木曜日21:30前、『つながるラジオ』→『午後のまりやーじゅ』→『ごごラジ!』内でも放送され、2017年3月を以て終了した。

## 主な楽曲
- 花になる
- 最北航路
- ありふれた一日